# Кейп-Фир (коса)
Кейп-Фир (англ. Cape Fear, с англ. — «мыс Страха») — песчаная коса, которая отделяет устье реки Кейп-Фир в Северной Каролине от Атлантического океана. В бассейне устья реки расположен город Уилмингтон. Иногда название «Кейп-Фир» распространяют на весь этот регион.
Кейп-Фир известен своими песчаными пляжами. В деревне Болд-Хед-Айленд на оконечности мыса — пансионы и дома отдыха. Автомобильное движение запрещено, передвижение осуществляется на приспособленных для этой цели гольф-картах. В этих местах происходит действие ряда фильмов, снятых Джей Ли Томпсоном «Мыс Страха», а также ремейк Мартина Скорсезе, картина Дэвида Линча «Дикие сердцем» (первая сцена).
Окрестные мели на протяжении столетий пользовались дурной славой у мореплавателей, которые прозвали их малым кладбищем Атлантики. Это один из пяти старейших топонимов США. Впервые название мыса отмечено в 1585 году Ричардом Гренвиллом, опасавшимся потерпеть здесь кораблекрушение. Ещё раньше, в марте 1524 года, на косе, вероятно, высаживался итальянец Верраццано. В истории Американской войны за независимость Кейп-Фир известен высадкой британского генерала Генри Клинтона 3 мая 1775 года.